# Maniola aurea
Maniola aurea är en fjärilsart som beskrevs av Charles Oberthür 1909. Maniola aurea ingår i släktet Maniola och familjen praktfjärilar. Inga underarter finns listade i Catalogue of Life.